# 1350
L'any 1350 (MCCCL) va ser un any comú començat en divendres del calendari julià.

## Esdeveniments
- 20 de març, Perpinyà: Pere el Cerimoniós crea la Universitat de Perpinyà, en la forma d'un Estudi General, la tercera més antiga de la corona d'Aragó i una de les primeres del món.[1]
- Blanes: Es comença a construir l'església Santa María.[2]

## Naixements
- 27 de desembre - Perpinyà, (el Rosselló): Joan el Caçador, rei de la Corona d'Aragó. (m. 1396)[3]
- 23 de gener - València Sant Vicent Ferrer, dominic que recorregué mig Europa predicant la seua moral i visió del cristianisme.[4]

## Necrològiques
- 27 de març- Gibraltar: Alfons XI de Castella.[5]